# 财务比率
財務比率（英語：financial ratios)，或稱會計比率，是财务报表上两个数据之间的比率，这些比率涉及企业管理的各个方面。有關財務比率分析的價值在於它使分析者能夠評估過去的業績與衡量公司當前的財務狀況，並獲得對預測未來結果有用的見解；故此，財務比率不應被視為某種解答，而是指標。通常，财务比率可分为四类：
- 變現能力比率（英語：liquidity ratios）
- 經營活動比率（英語：activity ratios）
- 償債能力比率（英語：solvency ratios）
- 盈利能力比率（英語：profitability ratios）

## 變現能力比率
- 流动比率（Current ratio）

| 流动比率＝ | 流动资产 |
| 流动比率＝ | 流动负债 |
- 速动比率（Quick ratio），又称酸性测试比率（Acid test ratio）

| 速动比率＝ | 速动资产 | ＝ | 流动资产－存货－預付款項 |
| 速动比率＝ | 流动负债 | ＝ | 流动负债                 |
- 保守速动比率

| 保守速动比率＝ | 现金＋短期证券＋应收票据＋应收账款净额 |
| 保守速动比率＝ | 流动负债                               |
- 现金比率

| 现金比率＝ | 现金＋交易性金融资产 |
| 现金比率＝ | 流动负债             |
- 现金流量比率

| 现金比率＝ | 经营活动现金流量净额 |
| 现金比率＝ | 流动负债             |

## 經營活動比率
- 存货週轉率

| 存货週轉率＝ | 销售成本 |
| 存货週轉率＝ | 平均存货 |
- 应收账款週轉率

| 应收账款週轉率＝ | 賒銷         |
| 应收账款週轉率＝ | 平均应收账款 |
- 应付账款週轉率

| 应付账款週轉率＝ | 賒購         |
| 应付账款週轉率＝ | 平均应付账款 |
- 流动资产週轉率

| 流动资产週轉率＝ | 销售收入     |
| 流动资产週轉率＝ | 平均流动资产 |
- 固定资产週轉率

| 固定资产週轉率＝ | 销售收入     |
| 固定资产週轉率＝ | 平均固定资产 |
- 总资产週轉率

| 总资产週轉率＝ | 销售收入     |
| 总资产週轉率＝ | 平均资产总额 |
- “平均”是指期初余额和期末余额的算术平均数

## 负债比率
- 资产负债率

| 资产负债率＝ | 总负债   | ×100% |
| 资产负债率＝ | 资产总额 | ×100% |
- 产权比率

| 产权比率＝ | 总负债   | ×100% |
| 产权比率＝ | 股东权益 | ×100% |
- 权益乘数

| 权益乘数＝ | 总资产   | ×100% |
| 权益乘数＝ | 股东权益 | ×100% |
- 有形净值债务率

| 有形净值债务率＝ | 总负债                 | ×100% |
| 有形净值债务率＝ | 股东权益－无形资产净额 | ×100% |
- 利息保障倍数

| 利息保障倍数＝ | 息税前利润 | ×100% |
| 利息保障倍数＝ | 利息费用   | ×100% |

## 盈利能力比率
- 销售净利率

| 销售净利率＝ | 净利润   | ×100% |
| 销售净利率＝ | 销售收入 | ×100% |
- 销售毛利率

| 销售毛利率＝ | 销售收入－销售成本 | ×100% |
| 销售毛利率＝ | 销售收入           | ×100% |
- 资产净利率

| 资产净利率＝ | 净利润       | ×100% |
| 资产净利率＝ | 平均资产总额 | ×100% |
- 权益净利率（Return On Equity，ROE）或净资产收益率

| 权益净利率＝ | 净利润   | ×100% |
| 权益净利率＝ | 平均权益 | ×100% |